# Дальтепарин
Дальтепарин (англ. Dalteparin, лат. Dalteparinum) — синтетичний препарат з групи прямих антикоагулянтів — інгібіторів фактора Х згортання крові, який застосовується парентерально (підшкірно та внутрішньовенно). Дальтепарин уперше отриманий у лабораторії американської компанії «Pfizer», та розповсюджується під торговельною маркою «Фрагмін».

## Фармакологічні властивості
Дальтепарин — природний препарат, що по хімічному складу є низькомолекулярним гепарином із молекулярною масою 4000—6000 дальтон (у середньому 5000 дальтон), який виділений із слизової оболонки кишечника свині. Механізм дії препарату полягає у пригніченні фактора Ха згортання крові, опосередкованого антитромбіном. Дальтепарин лише частково зв'язується з тромбіном у зв'язку із відсутністю у більшості молекул низькомолекулярних гепаринів 18-сахаридної послідовності, необхідної для зв'язування із тромбіном. Дальтепарин мало впливає на час згортання крові, лише незначно впливає на адгезію тромбоцитів, і при його застосуванні значно рідше спостерігається тромбоцитопенія, ніж при застосуванні нефракціонованого гепарину. Існує ймовірність впливу дальтепарину на фактори згортання судинної стінки. Дальтепарин незначно збільшує активований частковий тромбопластиновий час (аЧТЧ) та тромбіновий час. Дальтепарин застосовується як для профілактики тромбоемболічних ускладнень, так і для лікування тромбозів та тромбоемболій. Згідно клінічних досліджень, дальтепарин є ефективнішим у профілактиці тромбоемболічних ускладнень у хворих злоякісними пухлинами ніж варфарин, та рівнозначно ефективний іншим низькомолекулярним гепаринам для профілактики та лікування тромбоемболічних ускладнень у хворих злоякісними пухлинами. Дальтепарин, на відміну від нефракціонованого гепарину, можна застосовувати один раз на добу. Щоправда, згідно частини клінічних досліджень, дальтепарин не є ефективнішими за нефракціонований гепарин при застосуванні з метою профілактики венозних тромбозів.

### Фармакодинаміка
Після підшкірного введення дальтепарин швидко всмоктується та розподіляється в організмі. Біодоступність препарату становить при підшкірному введенні 87 %, при внутрішньовенному застосуванні 100 %. Максимальна концентрація в крові дальтепарину досягається протягом 3—5 годин після підшкірного введення. Препарат погано зв'язується з білками плазми крові. Згідно клінічних досліджень препарат не перетинає плацентарний бар'єр. В ході досліджень, за участі більше ніж 1 000 пацієнток, підтверджується відсутність мальформативного ефекту чи неонатальної токсичності. За наявності клінічних показань дальтепарин можна застосовувати під час вагітності. Під час дослідження, стосовно проникнення дальтепарину в грудне молоко у 15 жінок були виявлені незначні рівні анти-Ха, що становили від 2—8 % рівня у плазмі та були еквівалентні співвідношенню концентрацій у молоці/плазмі <0,025—0,224. Антикоагулянтна дія на організм немовлят є малоймовірною. Дальтепарин частково метаболізується у печінці. Виводиться препарат із організму із сечею. Період напіввиведення препарату при внутрішньовенному введенні становить 2 години, при підшкірному введенні 3—4 години. При нирковій недостатності період напіввиведення препарату збільшується до 6—7 годин, проте відсутні дані про кумуляцію дальтепарину в організмі при порушенні функції нирок.

## Показання до застосування
Дальтепарин показаний для лікування гострого тромбозу глибоких вен, лікування гострої тромбоемболії легеневої артерії, профілактики венозних тромбоемболічних ускладнень у перед- та післяопераційному періодах, при гострому коронарному синдромі (як при нестабільній стенокардії, так і при інфаркті міокарду з підйомом сегменту ST, так і без підйому сегменту ST), для профілактики венозного тромбозу в системі екстракорпорального гемодіалізу.

## Побічна дія
При застосуванні дальтепарину рідко, переважно у високих дозах, спостерігаються наступні побічні ефекти:
- Алергічні реакції та з боку шкірних покривів — алопеція, анафілактичний шок, некрози шкіри, кропив'янка, свербіж шкіри, геморрагії на шкірі та слизових оболонках.
- З боку системи крові та серцево-судинної системи — кровотечі та крововиливи у шкіру, м'язи та паренхіматозні органи.
- Зміни в лабораторних аналізах — тромбоцитопенія, збільшення активності амінотрансфераз.

## Протипокази
Дальтепарин протипоказаний при підвищеній чутливості до препарату, гострому бактеріальному ендокардиті; важкій нирковій недостатності; кровотечі; виразковій хворобі в стадії загострення; схильності до гіпокоагуляції; аневризмі аорти; люмбальній пункції; травмах та операціях на центральній нервовій системі, очах, або органі слуху. Не рекомендовано застосування препарату при вагітності та годуванні грудьми.

## Форми випуску
Дальтепарин випускається у вигляді ампул по 0,2 мл (2500 ОД), 0,2 мл (5000 ОД), 0,3 мл (7500 ОД) та 0,5 мл (10000 ОД).